# Ōnami (tàu khu trục Nhật) (1942)
Ōnami (tiếng Nhật: 大波) là một tàu khu trục thuộc lớp Yūgumo của Hải quân Đế quốc Nhật Bản, từng hoạt động trong Chiến tranh Thế giới thứ hai.
Ōnami được đặt lườn tại xưởng đóng tàu của hãng Uraga Dock Company vào ngày 23 tháng 12 năm 1940, được hạ thủy vào ngày 26 tháng 9 năm 1941 và được đưa ra hoạt động vào ngày 28 tháng 3 năm 1942 cùng Đội tàu khu trục 31.
Trong đêm 24-25 tháng 11 năm 1943, Ōnami dẫn đầu một đoàn tàu vận chuyển triệt thoái binh lính đến đảo Buka, và đã đụng độ với lực lượng Hải quân Hoa Kỳ trong Trận chiến mũi St. George. Nó trúng phải ngư lôi phóng từ các tàu khu trục Charles Ausburne,  Claxton và Dyson, cách 55 hải lý (100 km) về phía Đông Đông Nam mũi St. George, ở tọa độ 05°15′N 153°49′Đ / 5,25°N 153,817°Đ. Ōnami nổ tung và chìm với toàn bộ thủy thủ đoàn, bao gồm Chỉ huy trưởng Đội tàu khu trục 31, Đại tá Hải quân Kagawa Kiyoto. Thuyền trưởng con tàu, Trung tá Hải quân Kikkawa, được truy thăng hai bậc, một trong số ít chỉ huy tàu khu trục của Hải quân Đế quốc Nhật Bản nhận được vinh dự này.
Ōnami được rút khỏi danh sách Đăng bạ Hải quân vào ngày 10 tháng 2 năm 1944.